# Prodromus Florae Novae Hollandiae et Insulae Van Diemen
Prodromus Florae Novae Hollandiae et Insulae Van Diemen (с лат. — «История флоры Новой Голландии и Земли Ван Димена») — научная работа ботаника Роберта Броуна, опубликованная в 1810 году. Это было одно из первых изданий с масштабным описанием австралийской флоры, где было описано более 2040 видов растений, более половины из которых были описаны впервые.
Название книги часто упоминается сокращённо как Prodromus Flora Novae Hollandiae, стандартная ботаническая аббревиатура Prodr. Fl. Nov. Holland.
Труд Броуна первоначально планировался как многотомный, и после предисловия, озаглавленного как «Praemonenda», нумерация страниц начинается с номера 145. Однако продажи книги были настолько скудны, что Браун снял издание с реализации. Из-за коммерческого провала первые 144 страницы работы так и не были опубликованы, и Броун так никогда не выпускал дополнительные тома, которые он изначально планировал.
В 1813 году, книга иллюстраций к изданию Броуна была опубликована Фердинандом Бауэром под названием Ferdinandi Bauer Illustrationes florae Novae Hollandiae sive icones generum quae in Prodromo florae Novae Hollandiae et Insulae Van Diemen descripsit Robertus Brown. 
Сам труд был в конечном итоге переиздан в 1819 году, а слегка изменённое второе издание вышло в 1821 году. В 1830 году Браун опубликовал короткое дополнение к свой работе под названием Supplementum Primum Prodromi Florae Novae Hollandiae.
Несмотря на первоначальный коммерческий провал издания эта книга считается образцовой ботанической работой, развившей новое направление ботаники — географию растений (фитогеографию).